# Gerhard Paul (Historiker)
Gerhard Paul (* 15. März 1951 in Biedenkopf) ist ein deutscher Historiker. Er war Professor für Geschichte und ihre Didaktik an der Universität Flensburg.

## Leben
Gerhard Paul wurde in der mittelhessischen Kleinstadt Biedenkopf geboren und wuchs im Nachbarort Wallau (Lahn) auf. Mit dem Leben auf dem Dorf im Hessischen Hinterland, wo er Kindheit und Jugend verbrachte, konnte er nie viel anfangen.
Nach dem Abitur an der Lahntalschule studierte er von 1969 bis 1975 Sozialwissenschaften und Geschichte an den Universitäten Bonn, Frankfurt am Main und Hannover. Zwischen 1975 und 1984 war er im Bereich der Erwachsenenbildung und als Autor und Regisseur von Fernsehdokumentationen tätig. 1984 erfolgte an der Gesamthochschule Kassel die Promotion zum Dr. rer. pol. Von 1984 bis 1994 war er Dozent am Otto-Suhr-Institut der Freien Universität Berlin im Bereich „Historische Grundlagen der Politik“, wo er sich 1990 auch habilitierte. Gleichzeitig war er von 1989 bis 1992 an der Universität des Saarlandes an dem von der Volkswagenstiftung geförderten Forschungsprojekt „Widerstand und Verweigerung im Saarland 1935–1945“ beteiligt. Ferner arbeitete er von 1992 bis 1995 am ebenfalls von der Volkswagenstiftung geförderten Projekt „Die Gestapo und die deutsche Gesellschaft“ an der Freien Universität Berlin mit.
Seit 1994 war Paul an der Universität Flensburg Professor für Geschichte und ihre Didaktik. 1996 bis 2000 konzipierte und leitete er das Forschungsprojekt „Sozialgeschichte des Terrors“ an der Universität Flensburg. 2006 war er Sprecher des Departments V und Mitglied des Senats an der Universität Flensburg. In verschiedenen Fernsehbeiträgen wurde Paul mehrfach als Historiker befragt, unter anderem auch für die niederländische Dokumentation: Die Tage nach Hitler aus dem Jahr 2014. Nach 44 Semestern Lehrtätigkeit ging er zum Ende des Sommersemesters 2016 in den universitären Ruhestand.
2020 erschien sein Buch Bilder einer Diktatur: Zur Visual History des ‚Dritten Reiches‘, in dem er die Bilderwelt des Nationalsozialismus nicht nur interpretiert, sondern auch nach ihren Produktions- und Rezeptionsbedingungen fragt.

## Auszeichnung
- 2004: Internationaler Buchpreis „Das Historische Buch 2004“ des Internetforums H-Soz-u-Kult für Bilder des Krieges – Krieg der Bilder. Die Visualisierung des modernen Krieges.[5]

## Veröffentlichungen (Auswahl)

### Monografien
- „Deutsche Mutter - heim zu Dir!“ : Warum es misslang, Hitler an d. Saar zu schlagen ; d. Saarkampf 1933 - 1935. Mit e. Vorw. von Eike Hennig, Hochschulschrift, Diss. Gesamthochschule Kassel, Bund-Verlag, Köln 1984, ISBN.
- Gerhard Paul: Die NSDAP des Saargebiets 1920–1935. Saarbrücker Druckerei und Verlag (SDV), Saarbrücken 1987, ISBN 3-925036-11-3.
- Aufstand der Bilder. Die NS-Propaganda vor 1933. Dietz Verlag, Bonn 1990. ISBN 3-8012-5015-6.
- Staatlicher Terror und gesellschaftliche Verrohung. Die Gestapo in Schleswig-Holstein. Unter Mitarbeit von Erich Koch. Ergebnisse-Verlag, Hamburg 1996, ISBN 3-87916-037-6.
- „Landunter!“ Schleswig-Holstein und das Hakenkreuz. Aufsätze. Westfälisches Dampfboot, Münster 2001, ISBN 3-89691-507-X.
- mit Bettina Goldberg: Matrosenanzug, Davidstern. Bilder jüdischen Lebens aus der Provinz. Neumünster, Wachholtz, 2002, ISBN 3-529-06144-1.
- Bilder des Krieges – Krieg der Bilder. Die Visualisierung des modernen Krieges. Schöningh, Paderborn 2004; ISBN 3-506-71739-1. Fink, München; ISBN 3-7705-4053-0.
- Der Bilderkrieg. Inszenierungen, Bilder und Perspektiven der „Operation Irakische Freiheit“, Wallstein, Göttingen 2005, ISBN 3-89244-980-5.
- Das visuelle Zeitalter. Punkt & Pixel, Wallstein, Göttingen 2015, ISBN 978-3-8353-1675-1.
- Bilder einer Diktatur. Zur Visual History des „Dritten Reiches“, Wallstein, Göttingen 2020, ISBN 978-3-8353-3607-0.
- (mit Michael Wildt): Der Nationalsozialismus. Aufstieg – Macht – Niedergang – Nachgeschichte. Bundeszentrale für Politische Bildung, Bonn 2022, ISBN 978-3-8389-7243-5.
- Die Bundesrepublik. Eine visuelle Geschichte. wbg Theiss, Darmstadt 2023, ISBN 978-3-8062-4615-5.
- Mai 1945: Das absurde Ende des »Dritten Reiches«. Wie und wo die Nazi-Herrschaft wirklich ihr Ende fand. Theiss in der Verlag Herder GmbH, Freiburg im Breisgau 2025, ISBN 978-3-534-61010-5.

### Herausgeberschaften
- mit Miriam Gillis-Carlebach: Menora und Hakenkreuz. Zur Geschichte der Juden in und aus Schleswig-Holstein, Lübeck und Altona (1918–1998). Wachholtz, Neumünster 1998.
- Die Täter der Shoah. Fanatische Nationalsozialisten oder ganz normale Deutsche? Wallstein, Göttingen 2002, ISBN 3-89244-503-6. (Google Books)
- mit Klaus-Michael Mallmann: Die Gestapo im Zweiten Weltkrieg: „Heimatfront“ und besetztes Europa. Wissenschaftliche Buchgesellschaft, Darmstadt 2000 & Primus, Darmstadt 2000, ISBN 3-89678-188-X.
- mit Klaus-Michael Mallmann: Die Gestapo. Mythos und Realität. Primus, Darmstadt 2003, ISBN 3-89678-482-X und WBG.
- mit Klaus-Michael Mallmann als Hrsg.: Karrieren der Gewalt. Nationalsozialistische Täterbiographien. WBG 2004, ISBN 3-534-16654-X; mehrere Neuauflagen, zuletzt 2021 unter ISBN 9783863126025.[6]
- Visual History. Ein Studienbuch. V&R, Göttingen 2006, ISBN 978-3-525-36289-1.
- Das Jahrhundert der Bilder. Bildatlas. V&R, Göttingen
  - 1. 1900 bis 1949. 2009, ISBN 978-3-525-30011-4.
  - 2. 1949 bis heute. 2008, ISBN 978-3-525-30012-1.
- mit Broder Schwensen (Hrsg.): Mai ’45. Kriegsende in Flensburg. Flensburg 2015.

### Aufsätze
- Die Geschichte hinter dem Foto. Authentizität, Ikonisierung und Überschreibung eines Bildes aus dem Vietnamkrieg. In: Zeithistorische Forschungen/Studies in Contemporary History. 2 (2005), Heft 2, S. 224–245 (online, abgerufen am 16. Juni 2011).
- Das HB-Männchen – Werbefigur des Wirtschaftswunders. In: Zeithistorische Forschungen/Studies in Contemporary History. 4 (2007), Heft 1+2 (online, abgerufen am 16. Juni 2011).
- Das Mao-Porträt. Herrscherbild, Protestsymbol und Kunstikone. In: Zeithistorische Forschungen/Studies in Contemporary History. 6 (2009), Heft 1, S. 58–84 (online, abgerufen am 16. Juni 2011).